# Bolondos dallamok: Nyúlfutam
A Bolondos dallamok: Nyúlfutam (eredeti cím: Looney Tunes: Rabbits Run) 2015-ben bemutatott amerikai 2D-s számítógépes animációs film, amelyet eredetileg DVD-n adtak ki. Az animációs játékfilm rendezője Jeff Siergey, producerei Hugh Davidson és Jeff Siergey. A forgatókönyvet Hugh Davidson, Rachel Ramras és Larry Dorf írta, a zenéjét Kevin Manthei szerezte. A videofilm a Warner Bros. Animation gyártásában készült, a Warner Home Video forgalmazásában jelent meg. Műfaját tekintve zenés kalandos vígjáték.
Amerikában 2015. augusztus 4-én adta ki DVD-n a Warner Home Video, de már 2015. július 7-től elérhető volt a Walmart üzleteiben és a Vudu internetes oldalon, Magyarországon pedig 2016. június 18-án a televízióban vetítették le, az HBO-n.

## Cselekmény
Lola nyuszi az ACME-áruház parfümosztályán dolgozik Giovanni Jones vezetése alatt, ám minden álma, hogy saját parfümöt készítsen. Miután egy baleset miatt kirúgják, úgy dönt, hogy belevág álmába, ehhez pedig jól jön a főbérlőjétől, Speedy Gonzalestől ajándékba kapott mexikói virág is. Lola a virágot felhasználja a parfüm elkészítéséhez, ám egy mellékhatás miatt ha bármire vagy bárkire ráfújja a parfümöt, az láthatatlanná válik. Lola hamarosan sokak célkerrsztjébe kerül, ugyanis a parfümöt magának akarja a Bóbita kakas vezette NSA, a bankrabló Rissz-Rossz Sam, Lola volt főnöke és a marslakók is. A veszélyhezetbe kerülő nyúllány így menekülni kényszerül, amibe belerángatja a taxisofőrként dolgozó Tapsi Hapsit is.

## Szereplők
| Szereplő | Eredeti hang     | Magyar hang                             |
| --- | ---------------- | --------------------------------------- |
| Lola nyuszi | Rachel Ramras    | Pikali Gerda                            |
| Tapsi Hapsi | Jeff Bergman     | Barát Attila                            |
| Dodó kacsa | Jeff Bergman     | Gáspár András                           |
| Pepe lö Pici | Jeff Bergman     | Dányi Krisztián                         |
| Bóbita kakas | Jeff Bergman     | Rosta Sándor                            |
| Rissz-Rossz Sam | Maurice LaMarche | Schneider Zoltán                        |
| Elmer Fudd | Billy West       | Forgács Gábor                           |
| Cecil teknős | Jim Rash         | Láng Balázs                             |
| Giovanni Jones | Michael Serrato  | Kassai Károly                           |
| Marslakó Marvin | Damon Jones      | Király Attila                           |
| Pete puma | Jess Harnell     | Bordás János                            |
| Tosh | Jess Harnell     | Markovics Tamás Szentirmai Zsolt (ének) |
| Mac | Rob Paulsen      | Seszták Szabolcs                        |
| Speedy Gonzales | Fred Armisen     | Debreczeny Csaba                        |
| Cucu malac | Bob Bergen       | Kerekes József                          |
| Francia nő | Ariane Price     | Virághalmy Judit                        |
| Parfümös lány #1 | Ariane Price     | Saját hangján                           |
| További magyar hangok: Bárány Virág, Élő Balázs, Faragó András, Fehér Péter, Formán Bálint, Gyarmati Laura, Hám Bertalan, Hay Anna, Horváth Zsuzsa, Martin Adél, Pál Dániel Máté, Stern Hanna, Szrna Krisztián |                  |                                         |

## Televíziós megjelenések
- HBO